# Plac Grunwaldu w Braniewie
Plac Grunwaldu (niem. Teichstraße) – plac w Braniewie, będący drogą gminną 202041 N (do 2012 droga powiatowa 2331 N), o mocno wydłużonym kształcie z charakterystycznym czołgiem-pomnikiem ustawionym pośrodku niego.

## Historia do 1945

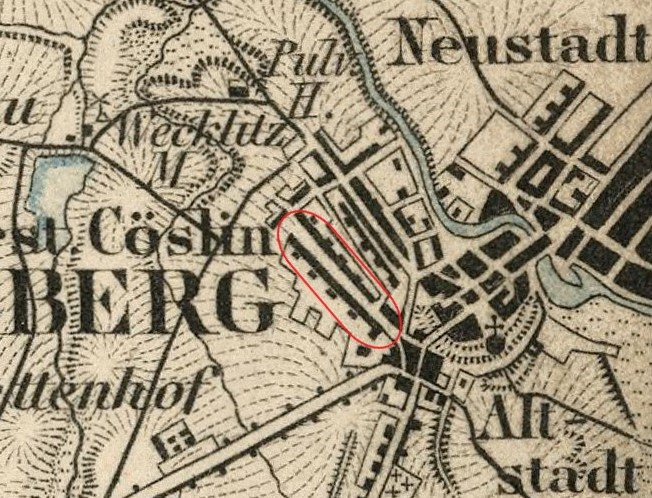
Zabudowa Teichstraße w 1893

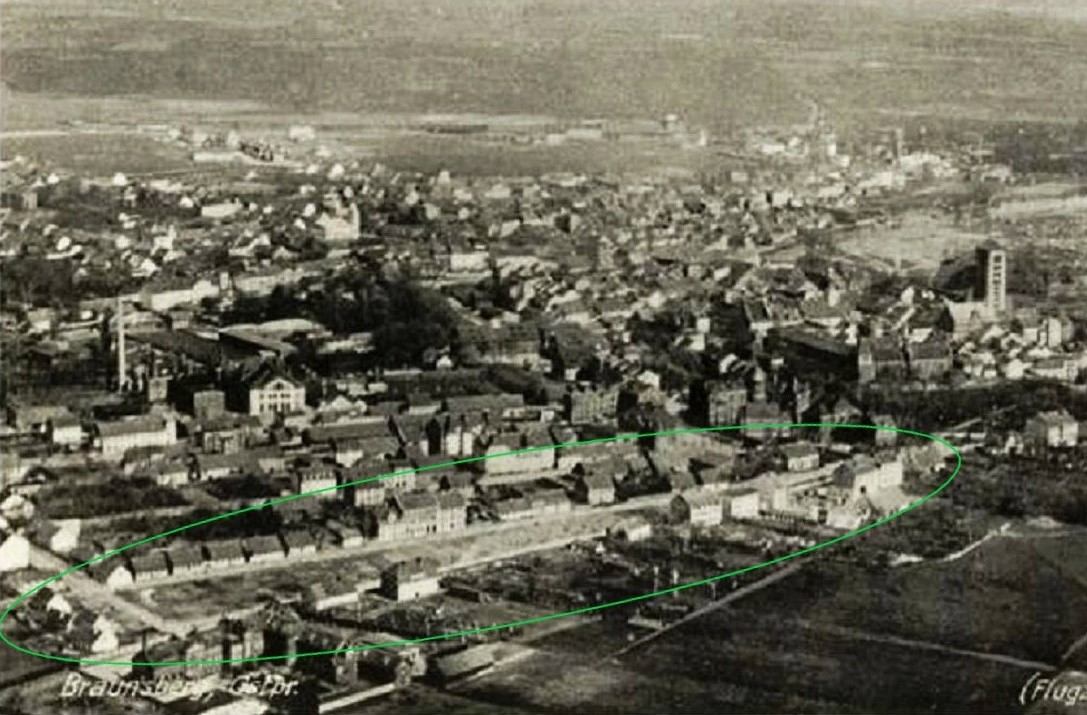
Zabudowa w okresie międzywojennym

Wcześniej tereny, na których znajdują się budynek sądu, zakład karny i dalej plac Grunwaldu, określane były am Johannisfriedhof, czyli przy cmentarzu św. Jana. Następnie pojawiły się nazwy Am langen Teich oraz po wybudowaniu drogi – jako ulica Teichstraße, od znajdującego się w okolicy stawu (niem. Teich), który został zasypany na przełomie XIX i XX w.
Od połowy XIX wieku teren placu Grunwaldu zyskał też przydomek Bauer-Köslin, czyli rolniczy Koźlin, od znajdujących się na nim gospodarstw rolnych, w opozycji do Töpper-Köslin, czyli Koźlin garncarzy, zlokalizowany przy Dammstraße (ul. Morskiej). Przy Teichstraße, w pewnym oddaleniu od murów miejskich, rozpościerał się główny rewir stodół Starego Miasta Hauptscheunenvierter, gdyż przepisy przeciwpożarowe zabraniały składowania takich łatwopalnych produktów, jak słoma czy siano, w obrębie miejskich murów. Ciąg stodół rozpościerał się zresztą na znacznie większym obszarze dzielnicy Koźlin, obejmował też sąsiednie ulice, jak Grüne Straße (Spacerowa) i Schulstraße (Marynarska), natomiast część mieszkalna dzielnicy Koźlin skupiała się wokół Kreuzstraße (ul. PCK).
W XIX wieku łatwopalne stodoły wiele razy padały, wraz z ich zawartością, pastwą ognia. 15 września 1845 wielki pożar na przedmieściu Koźlin strawił skupisko budynków gospodarczych pomiędzy Teichstraße, Grüne Straße i Schulstraße. W pożarze tym spłonęły 42 budynki, w tym 27 stodół, 7 szop, 7 stajni i magazyn uprzęży. 13 maja 1858 odnotowano tu kolejny wielki pożar, w którym spaliło się 17 stodół i 6 szop, a w nich 12 koni, 13 wołów, 7 krów i 6 owiec.
Pozytywnym następstwem pożarów była następująca odbudowa, której towarzyszyła zmiana charakteru kwartału z wiejskiego na miejski. W 1849 roku wybudowano przy Teichstraße studnię, zaś w II połowie XIX w. plac Grunwaldu posiadał już zwartą miejską zabudowę, choć stodoły jeszcze się przy nim znajdowały, padając od czasu do czasu pastwą kolejnych pożarów.
Braniewo od 1772 roku było miastem garnizonowym. Nim jednak w 1898 roku wybudowano pierwsze koszary w mieście (tzw. „białe koszary” przy ul. Moniuszki), w XIX wieku żołnierze batalionu fizylierów stacjonowali m.in. w barakach/stodołach przy Teichstraße. Tam również prowadzono ich szkolenie i ćwiczenia. Od około 1830 plac do ćwiczeń wojskowych został wyznaczony przy pobliskim Stadtpark (placu Wolności).
Około 1900 przy Teichstraße 2 (obecnie pl. Grunwaldu 2a) wybudowane zostało więzienie. Lokacji jego w tym miejscu dokonano nieprzypadkowo – zostało umieszczone obok wzniesionego w 1879 przy sąsiedniej ulicy gmachu sądu rejonowego i okręgowego.
W 1919 roku kosztem 95 tys. marek niemieckich przeprowadzono gruntowną modernizację ulicy. Wówczas to Teichstraße z gruntowej drogi zmieniło się w ulicę miejską o utwardzonej nawierzchni.

### Fundacja św. Magdaleny

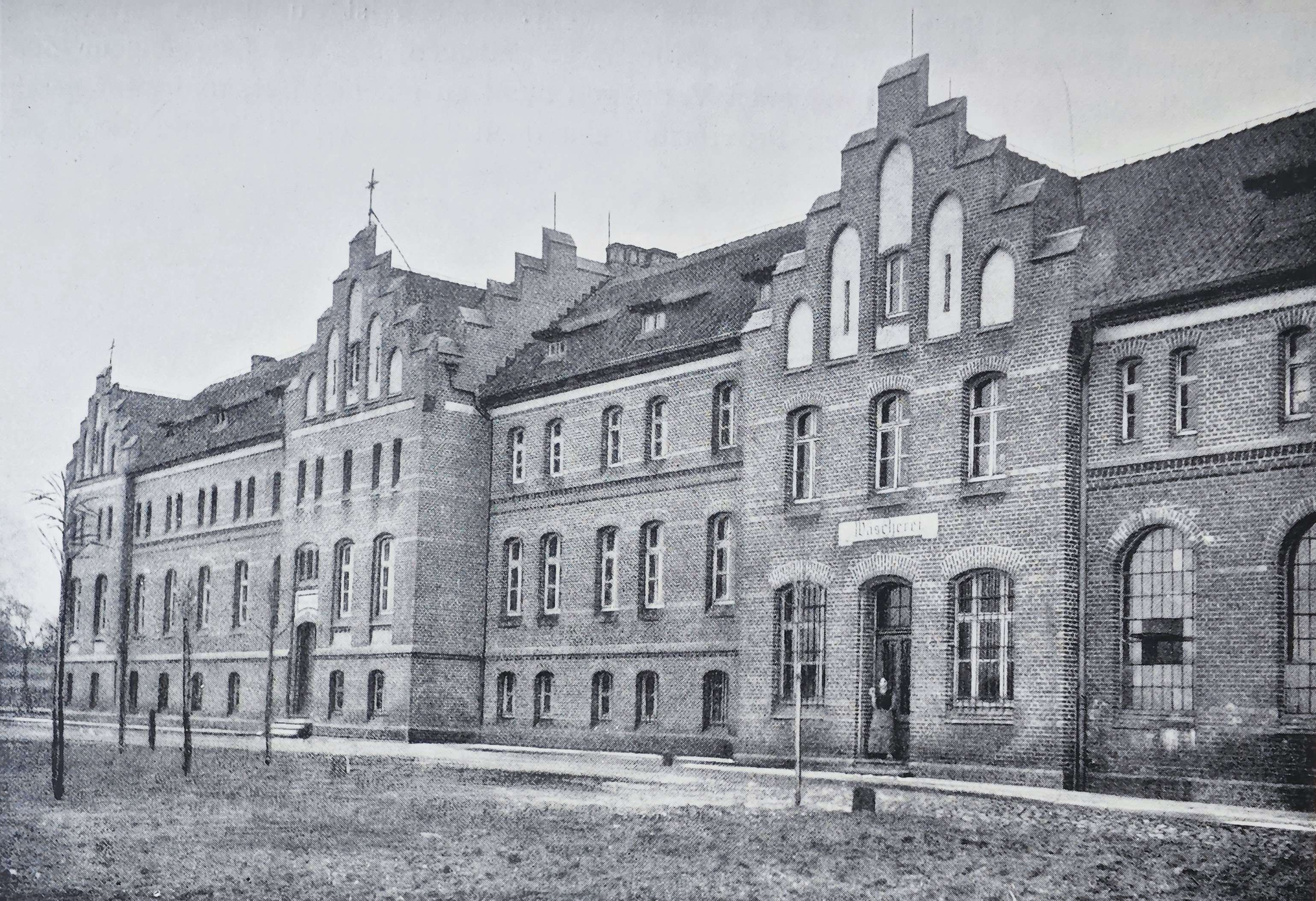
Fundacja św. Magdaleny (1912)

W latach 1906–1907 wielkim przedsięwzięciem dobroczynnym pastora Schawallera i parafii ewangelickiej w Braniewie było wybudowanie przy Teichstraße 37 fundacji św. Magdaleny (Magdalenenstift) dla 80 dziewcząt, którym starano się tu pomóc powrócić do właściwego funkcjonowania w życiu. Była to potężna inwestycja, w skład fundacji wchodziło 7 obiektów – budynków mieszkalnych i obiektów gospodarczych, ogród owocowo-warzywno-kwiatowy, 60 mórg ziemi. Dziewczętami opiekowały się diakonise z Macierzystego Domu Diakonijnego w Królewcu, ucząc je wielu przydatnych w życiu umiejętności – szycia, prania, gotowania czy prac polowych.
Prowadzono własne gospodarstwo. Dodatkowe znaczne przychody zapewniała mieszcząca się w prawym skrzydle fundacji pralnia, piorąca na potrzeby własne i zlecenia zewnętrzne. Pralnia obsługiwała nie tylko mieszkańców Braniewa, lecz przywożono duże kosze i skrzynie z praniem od firm ze Fromborka, Krynicy Morskiej, Tolkmicka, a nawet Elbląga. W czasie wojny pralnia musiała dodatkowo obsługiwać zlecenia jednostek wojskowych i szpitali polowych. Ponadto w nowo dobudowanym skrzydle fundacji został utworzony zakład tkacki. Siostry wykształcone w szkole tkackiej w Ełku (Webschule Lyck) szkoliły następnie dziewczęta w fundacji również do tego zawodu. Zakład tkacki szył między innymi ręczniki, narzuty, zasłony, fartuchy oraz wytwarzał tkaniny. Obok tkactwa zajmowano się też szyciem gotowych ubrań oraz haftowaniem. Wszystkie produkowane towary znajdowały bez trudu nabywców. Z reguły pobyt dziewcząt w fundacji trwał do ukończenia dziewiętnastego roku życia.
W ostatnim roku II wojny światowej, w 1945, obiekty fundacji zostały zdewastowane w czasie prowadzonych tu działań wojennych, po wojnie natomiast pozostałości fundacji rozebrane bez śladu.

## Historia po 1945
Po wojnie plac otrzymał obecną nazwę – plac Grunwaldu.
W latach 1963–1965 przy styku ul. PCK i pl. Grunwaldu w ramach programu „1000 szkół na tysiąclecie państwa polskiego” wybudowana została Szkoła Podstawowa nr 3 im. gen. Iwana Czerniachowskiego (współcześnie szkoła nosi imię Senatu RP). Szkoła posiada adres ul. PCK 4, ale jej zachodnie skrzydło, jak i wjazd dla pojazdów znajdują się od strony pl. Grunwaldu.
Z dniem 14 listopada 2011 roku zmieniona została organizacja ruchu drogowego na placu Grunwaldu. Ruch na wszystkich jezdniach placu (a także na sąsiednich ulicach Brzozowej i Różanej) został zmieniony z dwukierunkowego na jednokierunkowy, ponadto skorygowane zostały wloty od ul. Sądowej, które zostały dostosowane do ruchu jednokierunkowego. Związane to było z przygotowaniami do remontu głównego mostu w mieście przy ul. Gdańskiej, w tym czasie cały ruch pojazdów na drugą stronę miasta skierowany był przez plac Grunwaldu na most tymczasowy.
6 września 2012, Uchwałą nr XXII/227/12 Rady Powiatu Braniewskiego, plac Grunwaldu został przekwalifikowany z kategorii drogi powiatowej do drogi gminnej (razem z ul. PCK, ul. Przemysłową i placem Piłsudskiego).
W latach 2021–2022 plac Grunwaldu przeszedł kolejną modernizację. Położono nowe chodniki, jezdnię wylano nową nawierzchnią bitumiczną, wstawiono progi zwalniające w obu kierunkach. Razem z tym projektem w centralnej części placu Grunwaldu, na dotychczas terenie zielonym, zbudowano parking dla 53 samochodów osobowych, a wzdłuż jezdni w południowej części placu wykonano zatoczki postojowe na kolejne 29 samochody osobowe. Poprzez całą długość placu przeprowadzona została dwukierunkowa ścieżka rowerowa. Dokonano również (kolejnej już) korekty wlotów jezdni z ulicy sądowej.

### Czołg-pomnik
W 1980 roku na placu Grunwaldu został ustawiony czołg T-34-85, pochodzący z stacjonującej na przyległej ulicy JW 2185, w której szkolono specjalistów wojsk pancernych. Z dniem 31 grudnia 2011 jednostka wojskowa przy al. Wojska Polskiego została zlikwidowana (wówczas pod nazwą 16 Pomorski Pułk Artylerii). Wtedy to zaniedbany czołg próbowało przejąć najpierw Muzeum Eksploracji w Przeźmierzowie, następnie Muzeum Wojskowe w Pile. Aby temu zapobiec, we wrześniu 2012 decyzją Rady Miejskiej Braniewa czołg został ustanowiony pomnikiem. 24 września 2015 przy pomniku odsłonięto tablicę pamiątkową podkreślającą więzi mieszkańców miasta z wojskiem. Na tablicy zamieszczono napis „Na znak trwałej więzi Mieszkańców z Polskimi Siłami Zbrojnymi stacjonującymi w Braniewie”.

## Ważniejsze obiekty
- Zakład Karny w Braniewie (pl. Grunwaldu 2)
- Szkoła Podstawowa nr 3 im. Senatu RP (wejście główne od ul. PCK)
- Czołg-pomnik T-34-85
- Fundacja św. Magdaleny (niezachowana)

## Galeria zdjęć

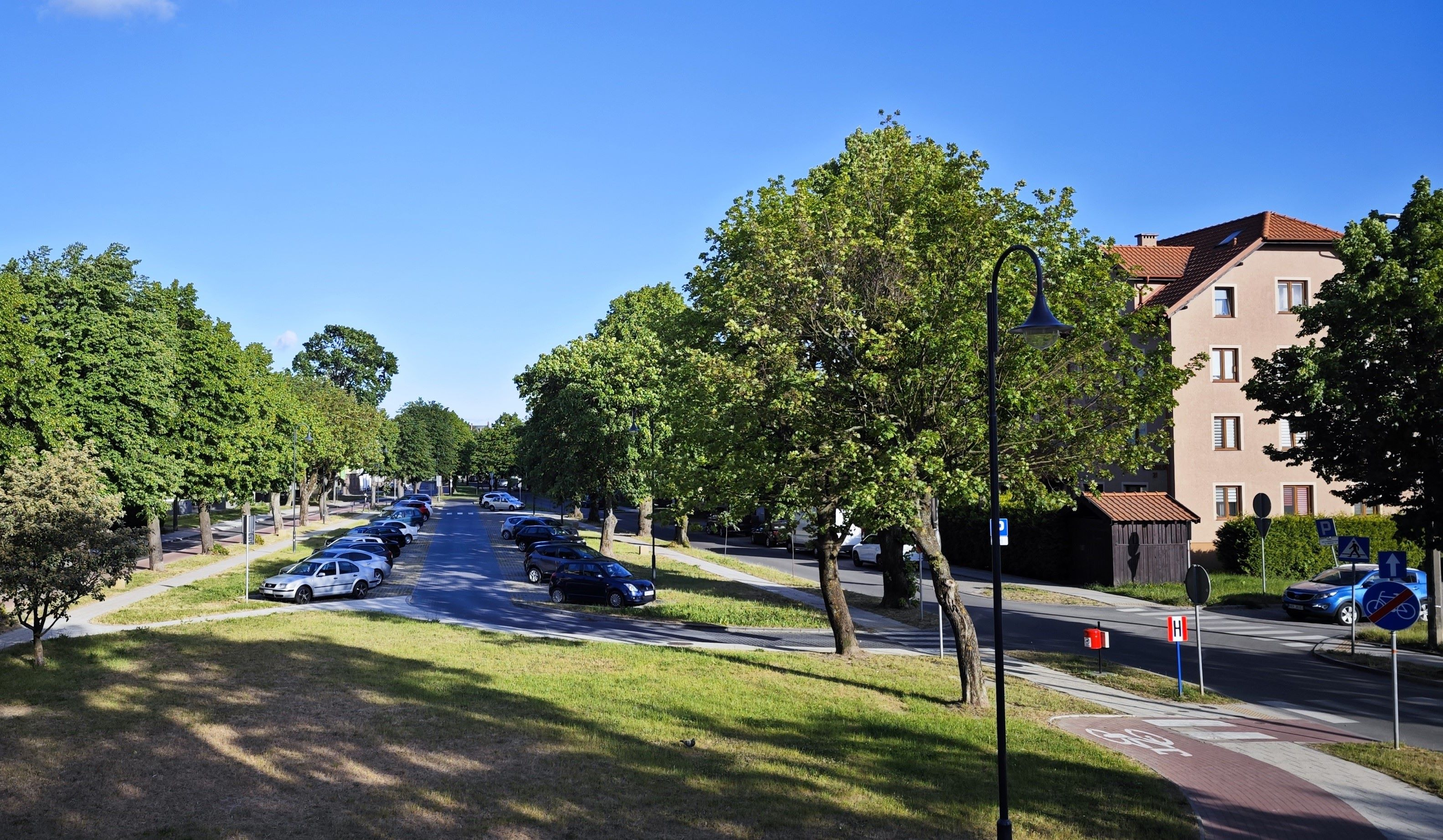
Widok ogólny placu Grunwaldu
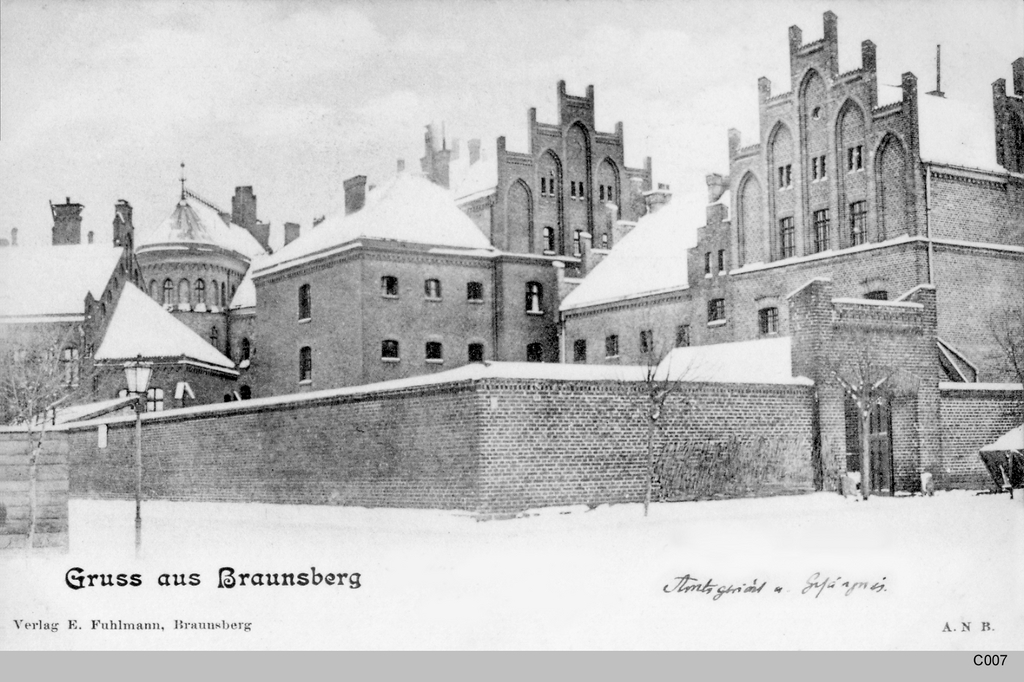
Więzienie na pocz. XX w.
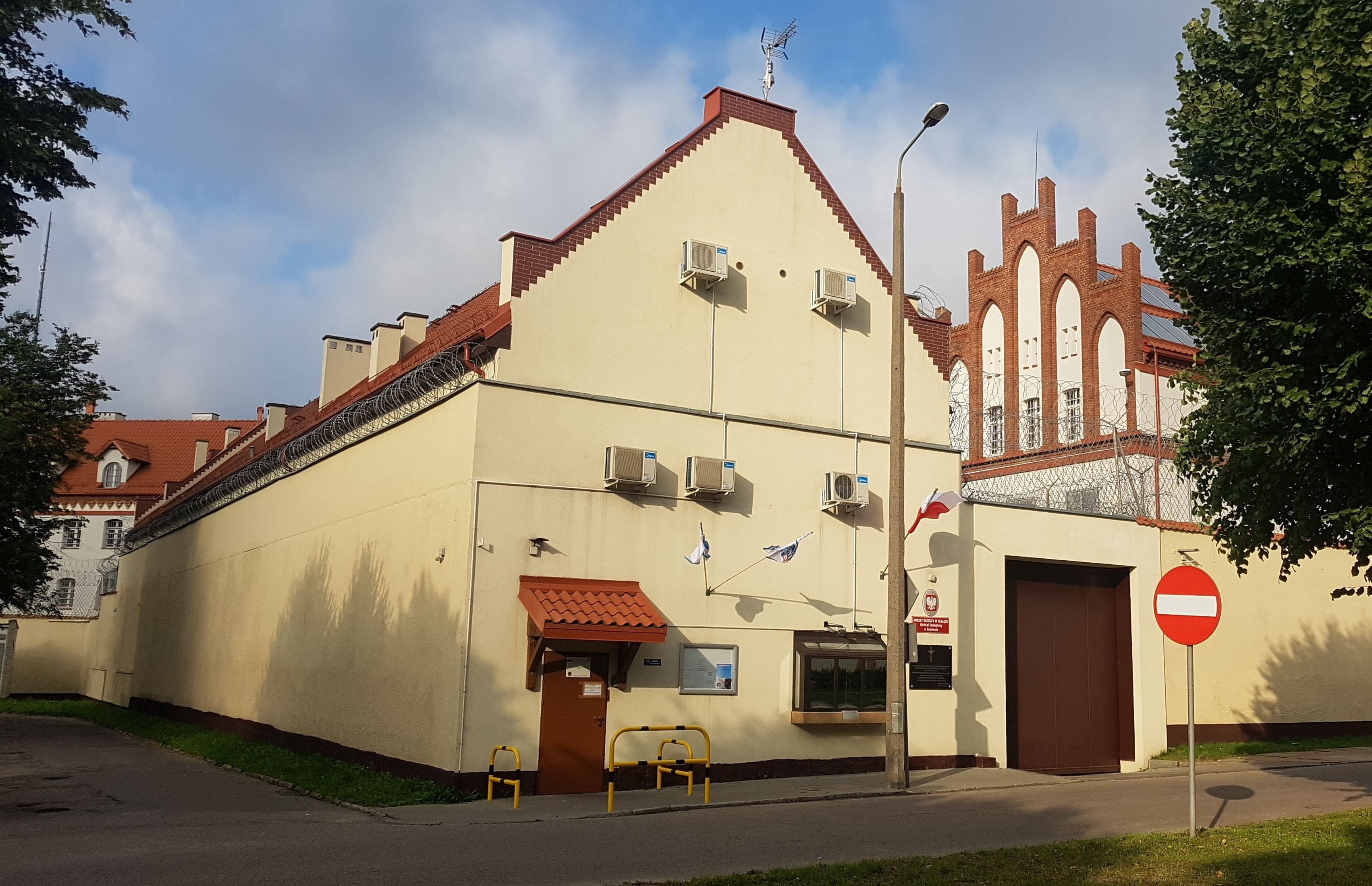
...oraz współcześnie
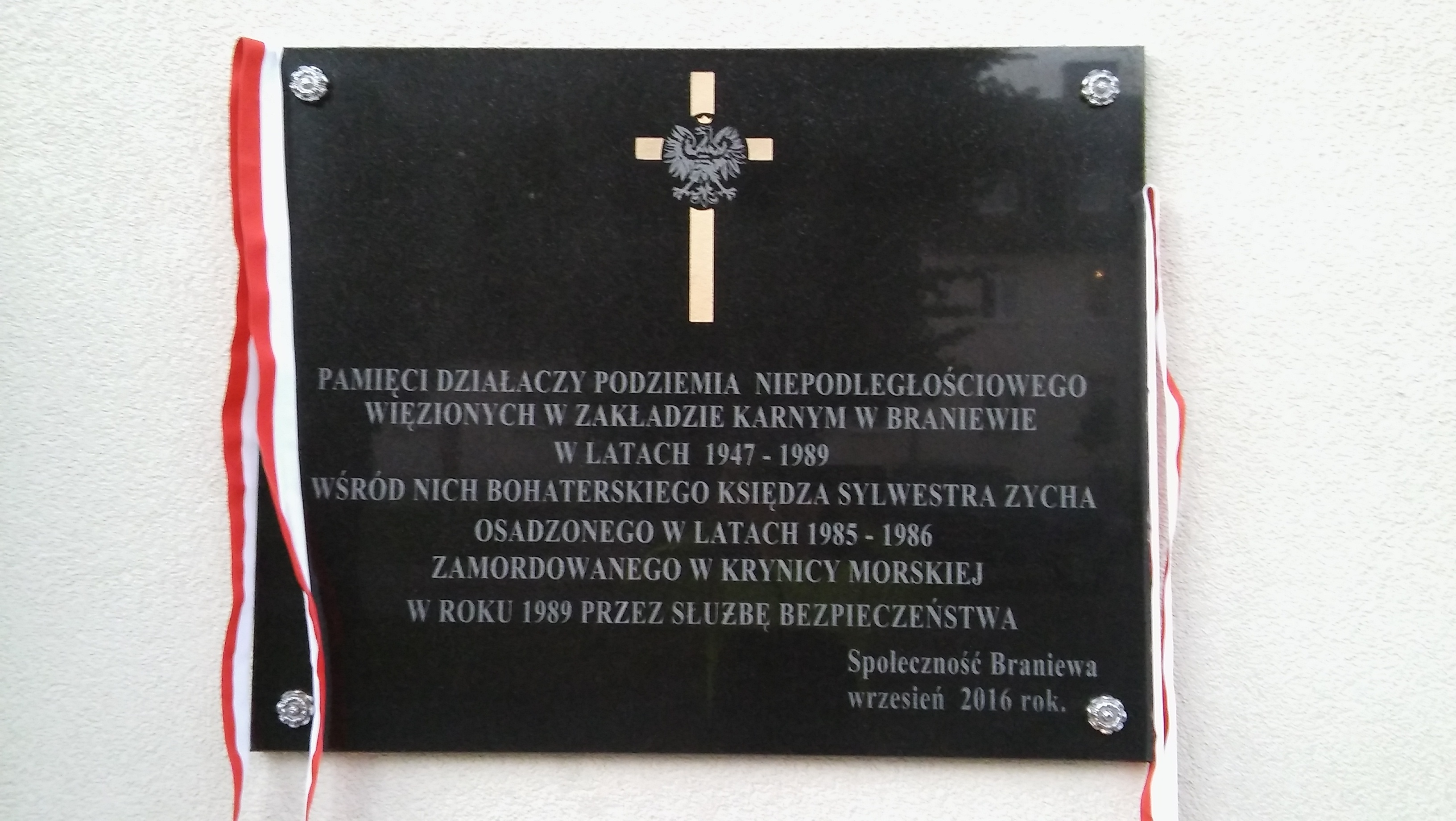
Tablica upamiętniająca m.in. ks. Zycha
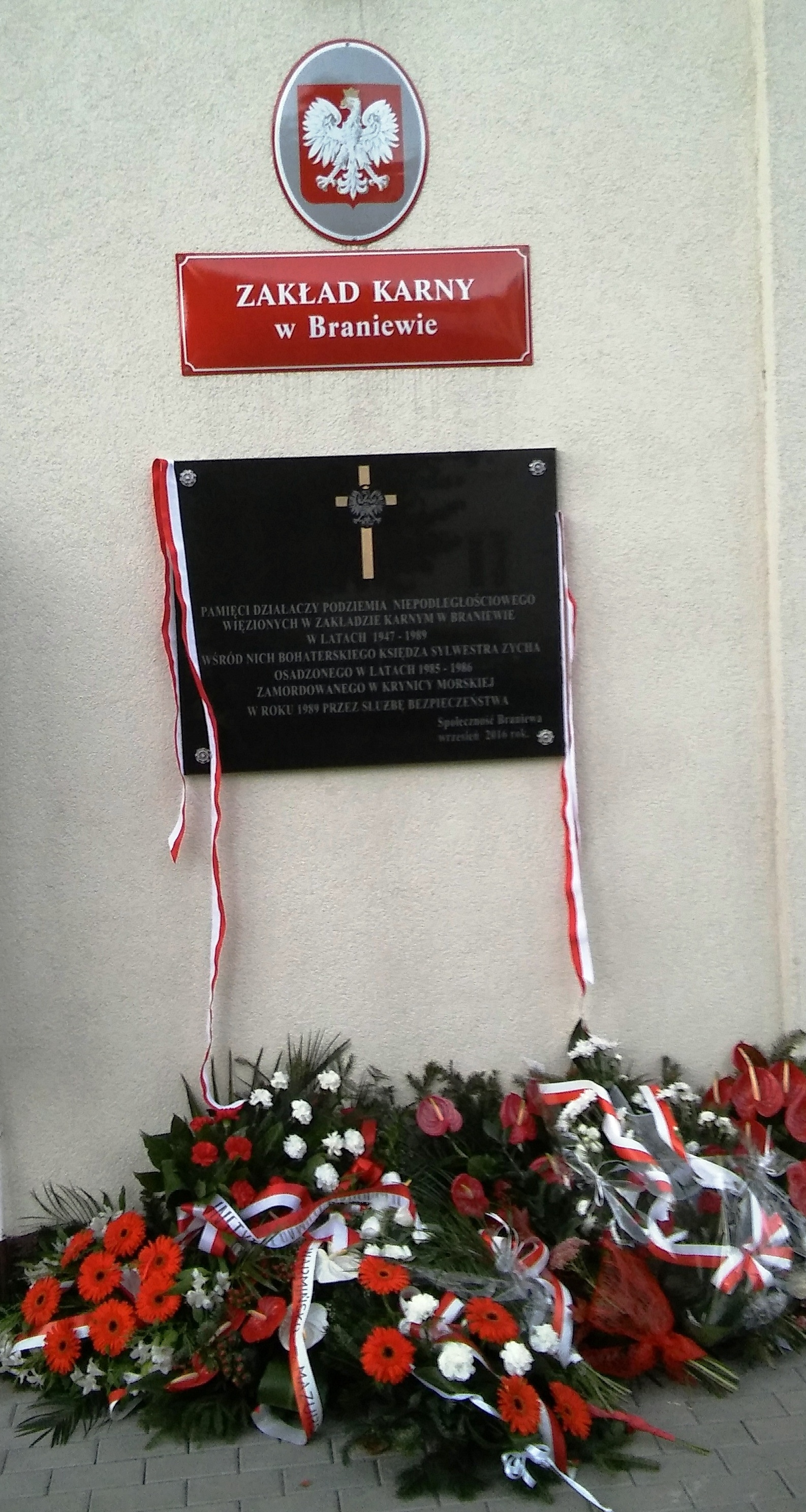
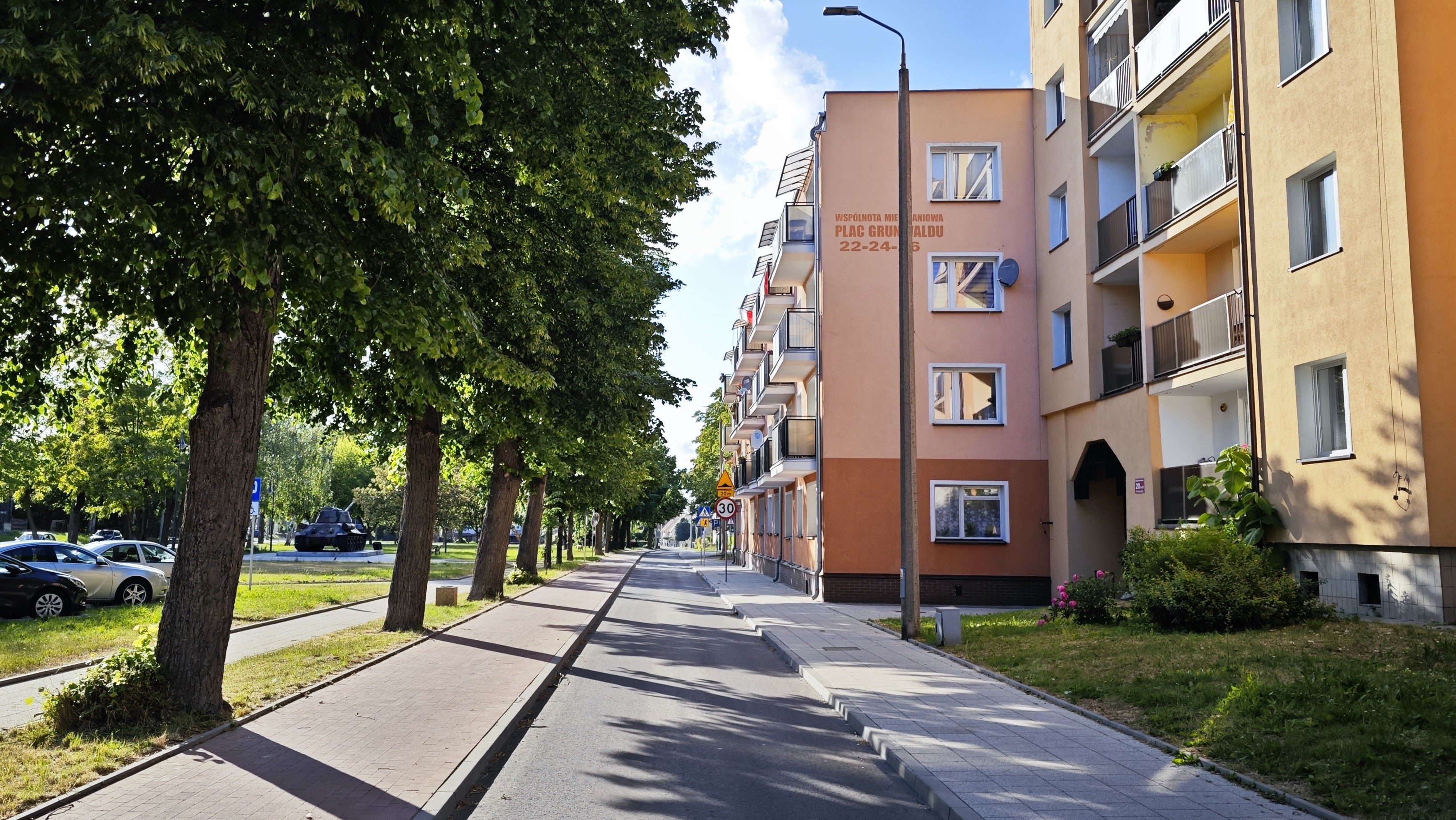
Budownictwo powojenne
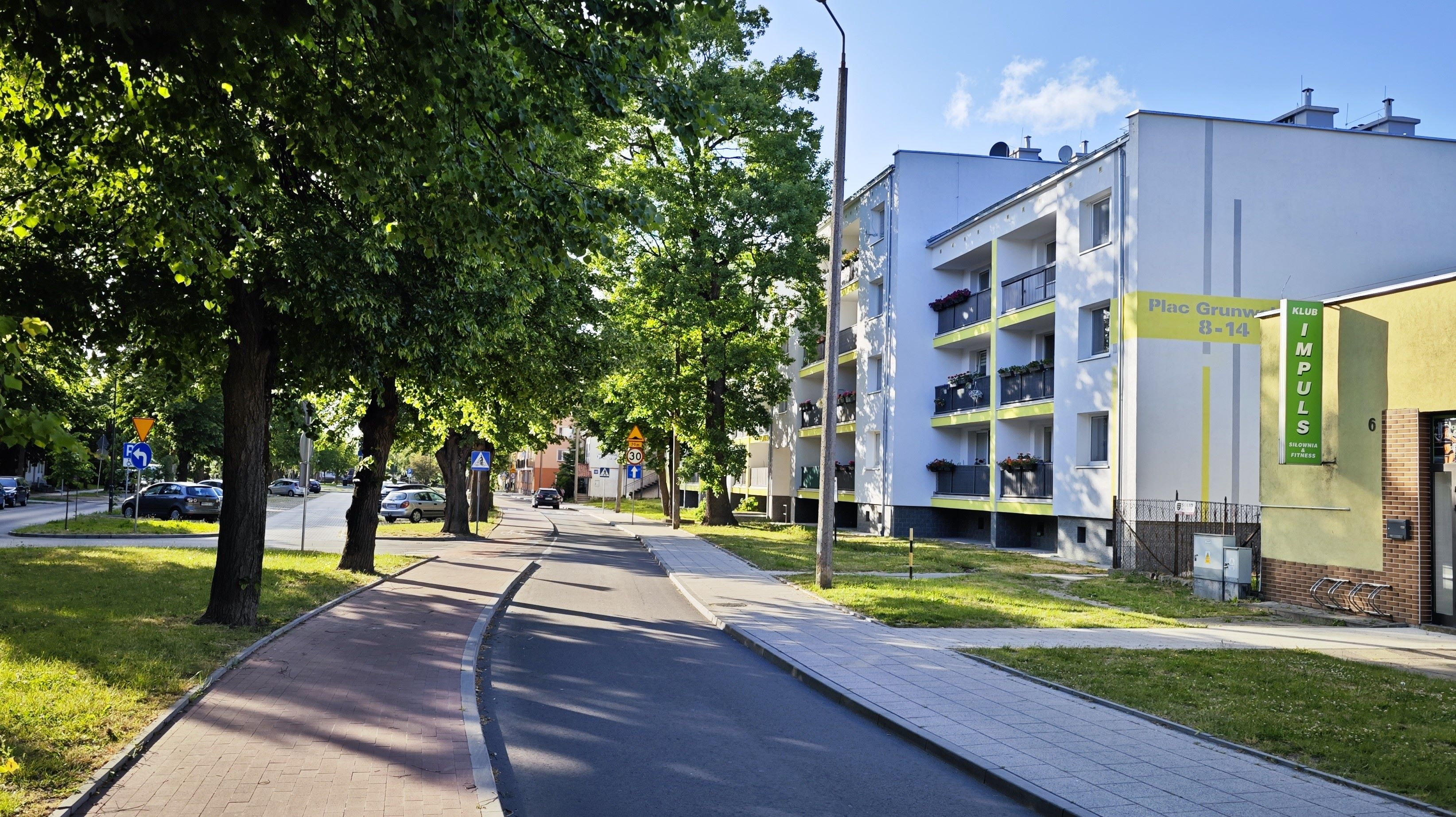
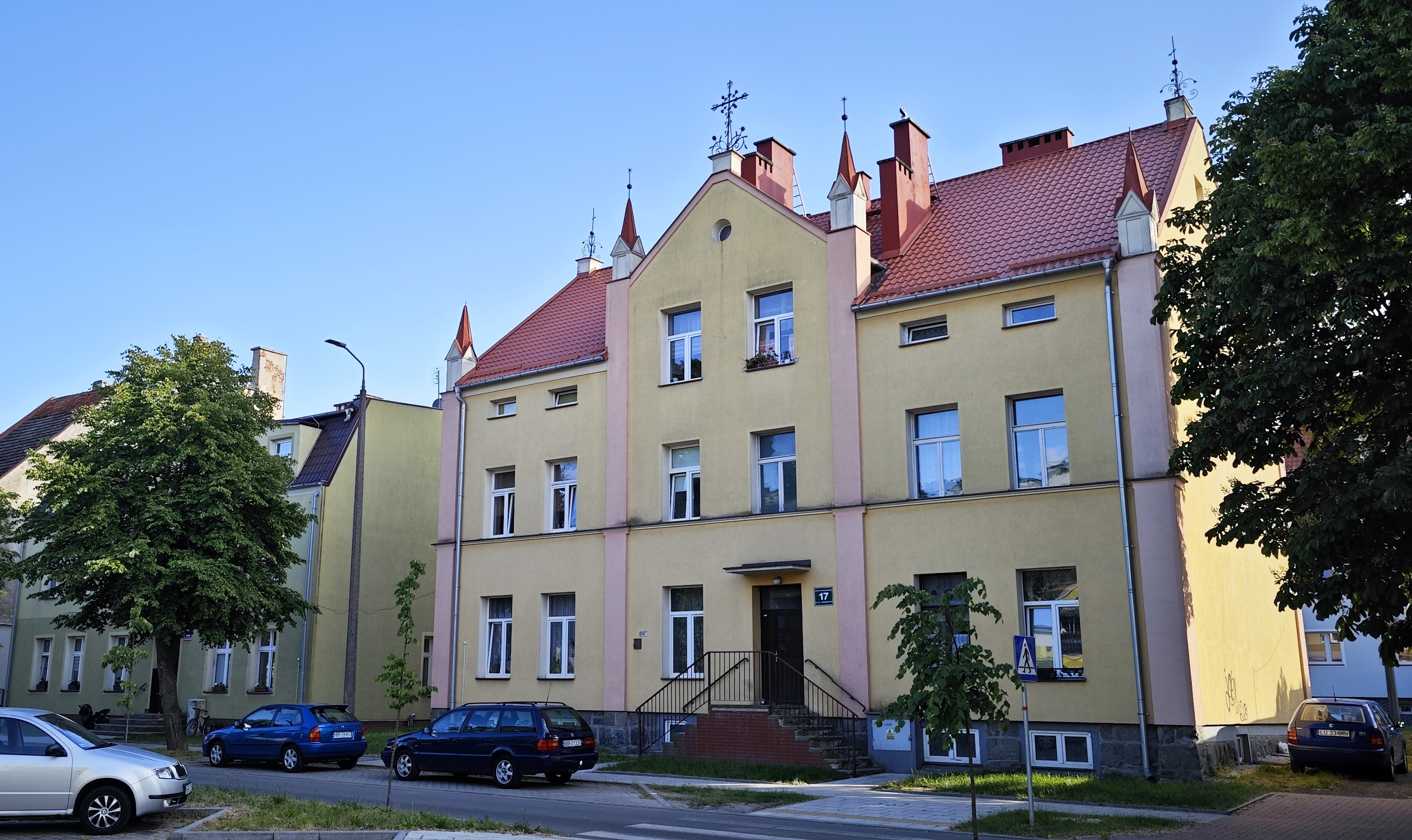
Zabudowa przedwojenna
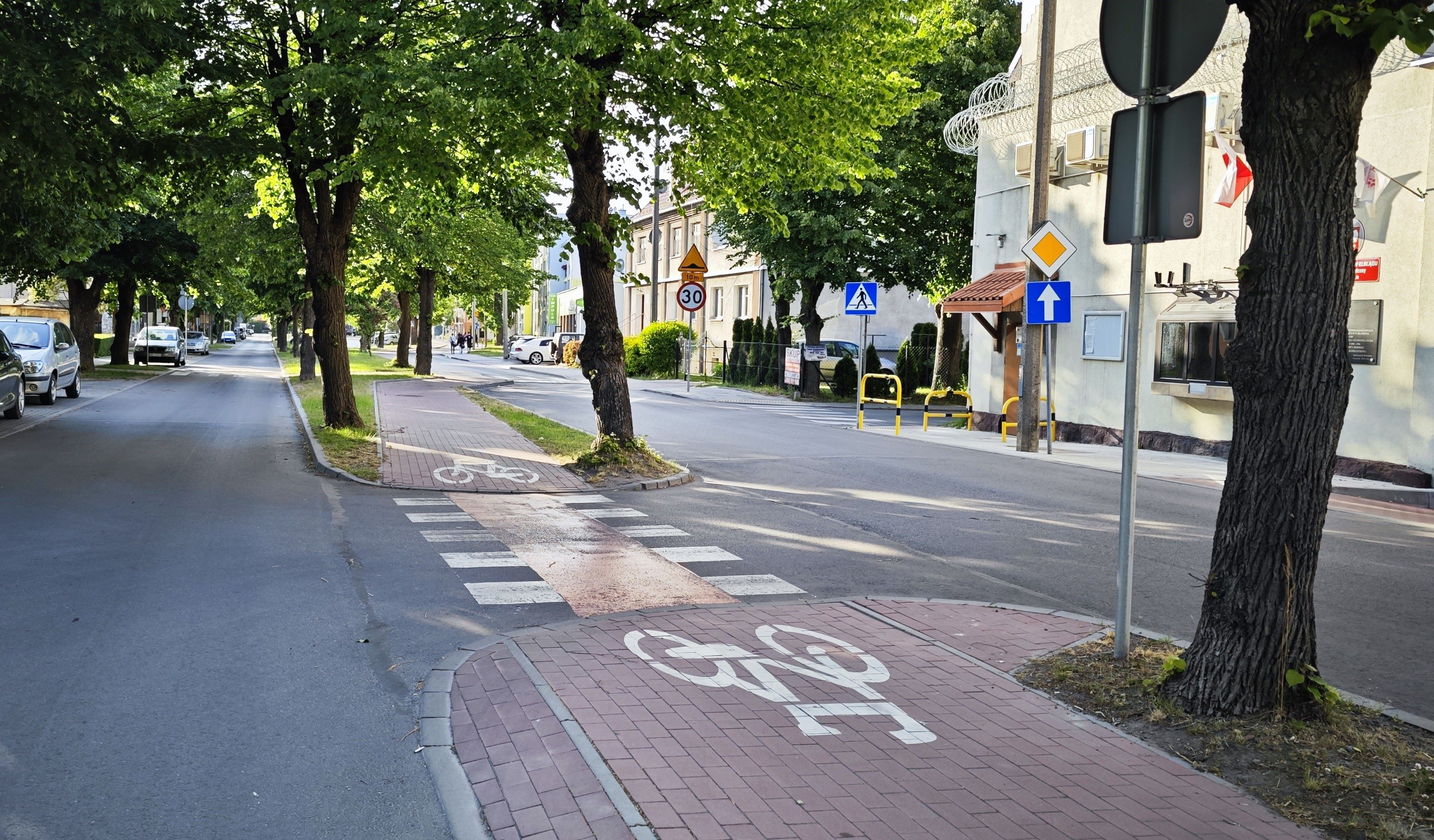
Droga rowerowa